# Ossification des protocoles
L’ossification des protocoles est la réduction progressive de la flexibilité de conception des protocoles réseau. La présence de middleboxes (en) en est la principale cause, car elles peuvent bloquer du trafic qui, même s’il est valide, n’est pas correctement reconnu comme tel,. L’utilisation d’API peu flexibles entre la couche application et la couche transport favorise également l’ossification, puisqu’il est alors nécessaire, pour utiliser de nouveaux protocoles de transport, d’apporter des modifications au code des applications utilisant ces API.
L’ossification est en partie responsable de la faible adoption à grande échelle de certains protocoles de transport qui ont pourtant été standardisés, tels que DCCP et SCTP car elle empêche de les déployer à large échelle. L’utilisation de chiffrement par le protocole de transport peut permettre de cacher sa structure aux middleboxes afin de limiter l’ossification ; le protocole QUIC utilise cette méthode.